# Podothecus
Podothecus és un gènere de peixos pertanyent a la família dels agònids.

## Taxonomia
- Podothecus accipenserinus (Tilesius, 1813)[2]
- Podothecus hamlini (Jordan & Gilbert, 1898)[3][4]
- Podothecus sachi (Jordan & Snyder, 1901)[5]
- Podothecus sturioides (Guichenot, 1869)[6]
- Podothecus veternus (Jordan & Starks, 1895)[7][8][9][10][11][12][13]